# Kolectivo K
Kolectivo K es un grupo musical de Cali, Colombia que fusiona el rock, la música electrónica y el folclore latinoamericano, y que hace parte del movimiento llamado "Nueva Música Colombiana".

## Historia
En 2002, Julián Pantoja, quien había integrado la banda Adlibidum, participó en un proyecto de la Gobernación del Valle del Cauca de prevención del VIH y la drogadicción en la población de los colegios llamado "Voz a la Tarima", haciendo parte de un CD con sus 2 canciones: "Último acto" y "Cumbia platanera", donde utilizó el pseudónimo de "K". También participaron otros artistas de la ciudad de Cali como Cynthia Montaño.
En 2003 grabó su primer álbum como solista llamado Karma libido, en cuya grabación colaboraron sus antiguos compañeros de Adlibidum y empezó a realizar shows en su ciudad de manera solitaria. Pero fue allí cuando tuvo la necesidad de conformar una banda y entonces integró dentro del proyecto a Julián Londoño en guitarra, Juan Carlos Quiceno en teclado y trompeta, Pablo Pantoja como DJ y Ana María Rodríguez en Voz femenina y coros.
Después de un tiempo salieron Julián Londoño y Ana María Rodríguez quien fue reemplazada por Gina Moreno y posteriormente por Juanita Peña en el 2007.  En ese momento el proyecto dejó de ser como solista y se convirtió en una banda, cambiando también su nombre de "K" por "Kolectivo K".
En el 2006, "K" participó en el compilado "La Rockomotora"  en el que participaron las bandas de Rock más destacadas de la ciudad de Cali en ese momento.
En el 2008 y 2010 Kolectivo K participa en la "Vuelta a Rockombia" de la Revista Shock, la publicación más importante de música en Colombia.
En el año 2008 la banda publica su segundo trabajo discográfico llamado "KK Fresh", del cual se destaca el sencillo "Sol du Kali" que sonó en emisoras como Radiónica Colombia y otras de Estados Unidos, México y Argentina.
En el 2010 sacaron su tercer álbum, un EP de 4 canciones que lanzaron en la ciudad de Buenos Aires.  Por este álbum reciben 2 nominaciones a los Premios Subterranica 2011: “Mejor EP” y “Mejor canción del año”.
Participaron en el III Festival de la Música Alegre en Piedecuesta, donde compartieron tarima con las bandas La Etnnia, Velandia y La Tigra, Bambarabanda, De Bruces a Mi y Velo de Oza. Ante un público de cerca de 20.000 personas de la región.

En el 2011 Kolectivo K lanza su tercer larga duración, “KATRES”, en la cual hacen un homenaje a la música colombiana. En esta producción trabajaron con el 4 veces nominado al Grammy Germán Villacorta, quien ha tenido el privilegio de trabajar con artistas del nivel de Ozzy Osbourne, Tony Iommi, Alice Cooper, Eva Ayllón, George Benson, The Rolling Stones, Juan Gabriel y Beyoncé.
El álbum cuenta con la colaboración de reconocidos músicos colombianos, como Hugo Candelario (Grupo Bahía), Jacobo Vélez (La Mojarra Eléctrica, La Mambanegra), Beto Riascos (Grupo Juglares, ganadores del premio Gaviota de Plata del Festival Viña del Mar 2012) y la participación de otros artistas.
Dicho álbum estuvo nominado a los Premios Shock de la Música 2011 en la categoría BOOM DEL AÑO: Nuevos sonidos del Pacífico.
En el 2015 su vocalista Juanita Peña fue reemplazada por Andrea García y para celebrar los 10 años como banda, en el 2017 graban su tercer álbum como banda llamado "EXPRESO GUAKAMAYA", con la producción de Pipe Bravo y mezclado por Pedro Rovetto ambos de Los Superlitio. Este álbum tiene colaboraciones de Kike Riascos (de Herencia de Timbiquí), Alejandro Murillo (Juglares), Osound (Zalama Crew), Junior Zamora (Alto Volumen), Sandra Hernández (Rockópolis), la Orquesta de Cámara Félix Morgan y Pipe Bravo (Los Superlitio).

## Premios y reconocimientos
- 2013 Nominación a los Premios Subterránica. Categoría: "Mejor teclista o productor de nuevas tecnologías"
- 2012 Nominaciones a los Premios Subterránica. Categorías: “Mejor artista fusión”, “Mejor carátula de un álbum”
- 2011 Nominaciones a los Premios Subterránica. Categorías: “Mejor EP”, “Mejor canción del año”
- 2011 Nominación en los PREMIOS SHOCK. Categoría: “Boom del año”

## Discografía

### Álbumes
- 2003: Kharma libido (Libido Records)

```
1. Lunar Solar
2. Animal Beat
3. Aire
4. Dolor extranjero
5. Muerte clínica del amor
6. Mil años de perfección
7. Tripi-o
8. Hipervelocidad
9. Un bossa más
10. Marranitos verdes en mi tejado
11. Son para usted
12. Cumbia platanera
```

- 2008: KK Fresh (Libido Records)

```
1. Sol du Kali
2. Houdini
3. Cumblus
4. Celofán
5. La Frutera
6. Monitoreo
7. Las Tumbas
8. Infecto
9. El Pornoton
10. Dilección Viceral
11. Fango
12. Flaka
13. X-Playa
14. Las hojas
```

- 2010: Pa' Ya & Pa' K (EP - Libido Records)

```
1. Ayayay
2. Drum n' Palé
3. Sin Pecho
4. El Aporreao
```

- 2011: KATRES (Libido Records)

```
1. Ayayay
2. Drum n' Palé
3. Pirata
4. La Inundación
5. Sin Pecho
6. Arrullame
7. El Aporreao
8. La Cosa
9. Nada
10. Princesa Folk
11. Sin Pecho (versión radio)
```

- 2018: EXPRESO GUAKAMAYA (Libido Records)

```
1. Intro
2. Colombeat
3. Abrázame Fuerte
4. Vieja Cantina
5. Cielo que ves
6. Pégale a la marimba
7. Balas
8. Pasá la ruana
9. Chigüiro
10.Canalete y chontaduro
11. Outro
```

### Compilados
- 2002: Voz a la Tarima. Canciones: Último Acto, Cumbia Platanera. (Gobernación del Valle del Cauca)
- 2006: La Rockomotora. Canción: Houdini. (Expreso Musical)

### Videos
- Houdini (2006)
- Drum n' Palé (2009)
- Sol du Kali (2010)
- Ayayay (2011)